# Mary Wortley Montagu
Pour les articles homonymes, voir Montagu et Pierrepont.
Œuvres principales
Turkish Embassy Letters (L’Islam au péril des femmes : une Anglaise en Turquie au XVIIIe siècle)
Mary Wortley Montagu, née le 15 mai 1689 à Londres où elle est morte le 21 août 1762, est une femme de lettres et épistolière britannique, pionnière dans la vaccination contre la variole.

## Biographie
Fille aînée d'Evelyn Pierrepont (1er duc de Kingston-upon-Hull), KG,, et de Lady Mary Feilding, fille du comte de Denbigh, elle fut baptisée le 26 mai 1689, soit onze jours après sa naissance. Enfant précoce, elle apprit seule le latin. Lady Mary devint très tôt importante parmi les milieux intellectuels de Londres et fut très proche de Sir Richard Steele ou Addison.
Après deux ans d'hésitation et d'échanges épistolaires passionnés durant lesquels, selon Lytton Strachey, « il n'y eut guère de moment où l'un ou l'autre ne fut pas sur le point de rompre définitivement », elle s'enfuit avec Sir Edward Wortley-Montagu, MP (1678–1761), petit-fils du 1er comte de Sandwich, qu'elle épousa en 1712 malgré l'opposition de son père.

### Voyage dans l'Empire ottoman

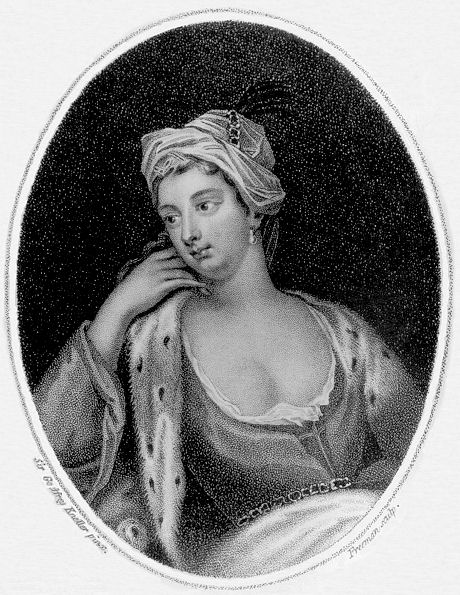
Portrait de Lady Montagu par Samuel Freeman.

Sir Edward fut nommé ambassadeur britannique auprès de l'Empire ottoman en 1716. Comme elle avait eu la variole, dont elle avait gardé des séquelles, et qu'elle se sentait fiévreuse à la suite de la naissance de leur premier enfant, elle décida de l'accompagner, espérant qu'un changement de climat lui ferait du bien. Le fait n’avait rien de nouveau, l'ambassadeur britannique à Constantinople étant le plus souvent accompagné de son épouse et de leurs enfants depuis le début du XVIIe siècle. Ils passèrent par Rotterdam, d'autres parties des Pays-Bas, le Saint-Empire dont Vienne, puis Andrinople pour enfin atteindre Istanbul, un an après être partis de Londres. Ils séjournèrent à Péra pendant 18 mois.
À cette occasion, Lady Mary développa d'importants échanges épistolaires qui furent publiés pour la première fois en 1763 sous forme de recueil intitulé Turkish Embassy Letters. Sa position exceptionnelle de femme voyageuse, ainsi que de personne désintéressée, lui permit de se rapprocher des femmes ottomanes et de celles présentes dans les sérails. Elle fit une description sans jugement de leur mode de vie qui renouvela le regard occidental sur ces populations par rapport aux récits précédents majoritairement masculins. 

### Variolisation
Lady Mary découvrit lors de ce séjour la technique de la variolisation (d'origine chinoise, arrivée en Turquie via la route de la soie),, l'ancêtre de la vaccination contre la variole mise au point soixante ans plus tard par le Dr Edward Jenner. En mars 1718, elle fit inoculer son fils avec succès par le chirurgien de l'ambassade Charles Maitland (en). Les Montagu quittèrent ensuite la Turquie à regret. Le trajet du voyage de retour passa par la Grèce et l'Afrique du Nord.
À son retour à Londres où sévissait une épidémie de variole, Lady Mary fit varioliser sa fille âgée de 3 ans par le même docteur en présence de médecins de la Cour royale, le 11 mai 1721. Lady Mary joua ainsi un rôle important dans la lutte contre la variole et le développement de la variolisation,.

### Voyages en Europe
Son mariage avec Sir Edward Wortley-Montagu se révéla finalement un échec et les deux amants se détachèrent progressivement, jusqu'à « une indifférence presque absolue ». En 1738, elle fit la connaissance d'un poète et dandy italien, le comte Francesco Algarotti, dont elle tomba amoureuse, entrant alors en compétition avec le 2e baron Hervey pour l'amour du comte Algarotti, lui-même bisexuel. Elle quitta la Grande-Bretagne l'année suivante pour Venise, prétextant à nouveau qu'un changement de climat lui ferait du bien. En fait, elle espérait rejoindre Algarotti qui réussit à l'éviter pendant deux ans, lui préférant lord Hervey. Elle visita la France, les États pontificaux, Rome et Naples depuis Venise où elle s'était installée dans un palais qu'elle louait sur le Grand Canal. Lorsqu'elle retrouva enfin Algarotti alors qu'ils étaient tous deux en mission diplomatique à Turin, sa déception fut grande et elle partit pour Avignon, en passant par Genève.
À Avignon, elle vécut dans un moulin transformé en habitation. Elle resta encore vingt-deux ans éloignée de la Grande-Bretagne : elle vécut à Brescia, Venise à nouveau et Padoue, toujours accompagnée. Elle recevait aussi beaucoup. Lui rendre visite était souvent une étape obligatoire et des plus agréables sur la route du Grand Tour. Elle fut donc très bien accueillie à son retour à Londres après la mort de son mari en 1762 mais mourut d'un cancer la même année.

### Publication de ses écrits
En 1761, elle avait pris contact avec le révérend Benjamin Sowden, qui vivait à Rotterdam, elle lui remit le manuscrit révisé de ses souvenirs à Istanbul et le chargea de le publier ; ce texte avait circulé jusqu'alors dans un cercle restreint d'amis. La souci de la réputation de sa fille qui vivait avec son mari le comte de Bute, le nouveau Premier ministre, rendait impossible une publication de son vivant et encore moins sous son nom. Le texte parut anonymement juste après sa mort en 1763, sous la forme de lettres. Intitulé Letters of the Right Honourable Lady M--y W---y M----e, during her Travels in Europe, Asia and Africa, To Persons of Distinction, Men of Letters &c. in different Parts of Europe. Which contain, ... Accounts of the Policy and Manners of the Turks, Drawn from Sources that have been inaccessible to other Travellers, connu sous le titre générique de Turkish Letters, cet ouvrage est une source inestimable sur les femmes dans l'Empire ottoman au XVIIIe siècle. En effet, en tant que femme, elle put avoir accès à des lieux interdits aux hommes : harems ou bains par exemple ; plus généralement, elle eut de véritables contacts avec les Ottomanes.

## Œuvres
Les œuvres de Mary Wortley Montagu sont régulièrement rééditées, la liste qui suit observe les dates des éditions récentes.
- (en-GB) The Complete Letters of Lady Mary Wortley Montagu: Vol 1: 1708-20, Oxford University Press, USA, 31 décembre 1965, 518 p. (ISBN 9780198114468),
- (en-GB) Selected Letters, Penguin Classics, 1 janvier 1970, rééd., 1986, 1997, 324 p. (ISBN 9780140434903, lire en ligne),
- (en-GB) The Turkish Embassy Letters, Virago, 1 janvier 1971, rééd. 27 janvier 1994, 256 p. (ISBN 9781853816796),
- (en-GB) The Letters and Works of Lady Mary Wortley Montagu, BiblioLife, 2006, rééd. 21 septembre 2009, 486 p. (ISBN 9781115285872),
- (en-GB) Life on the Golden Horn, Penguin Books Ltd, 1er février 2007, 119 p. (ISBN 9780141025421),

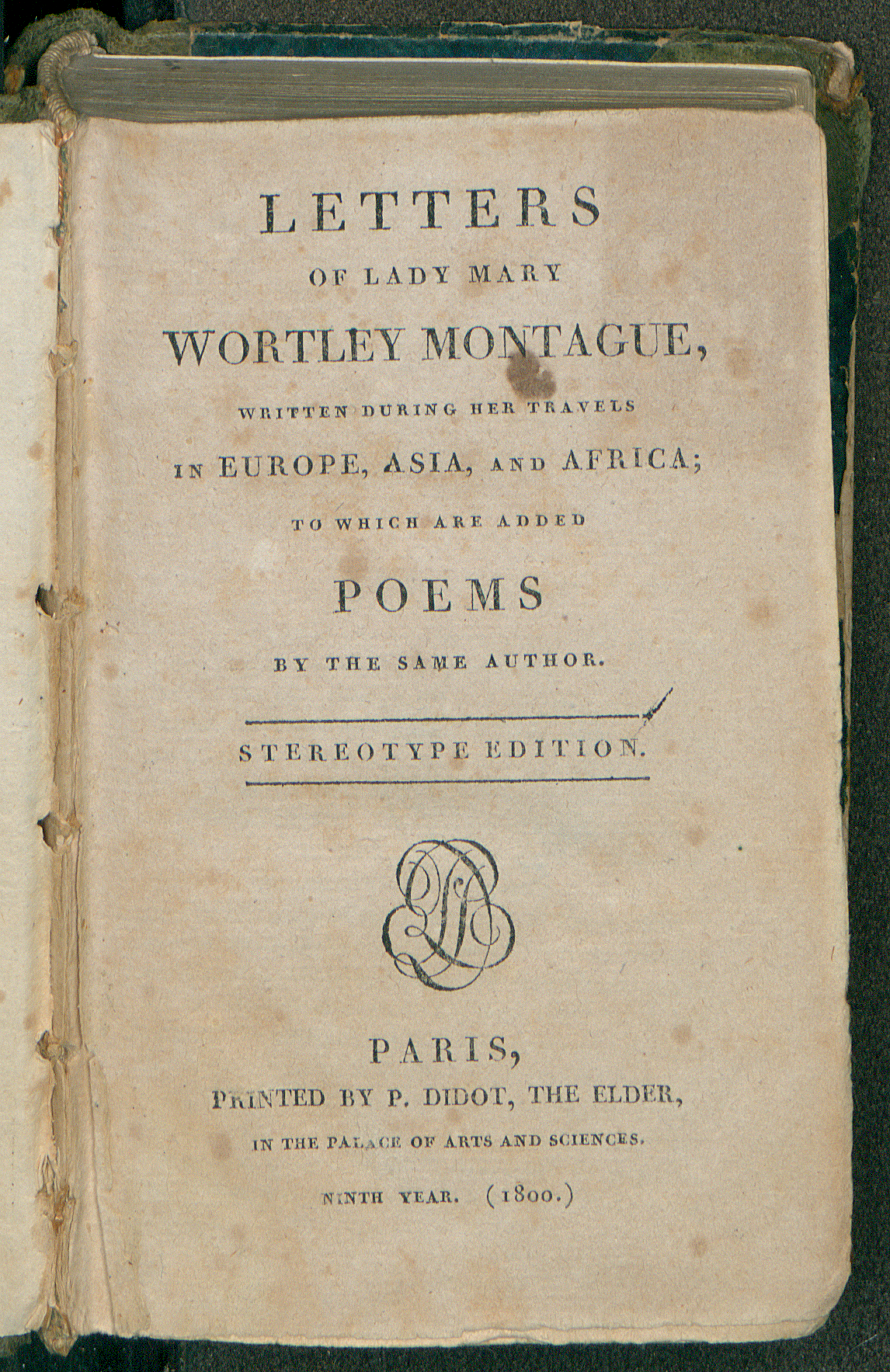
Letters of Lady Mary Wortley Montague, 1800.

Ses Turkish Letters publiées en 1763, ont toujours été rééditées depuis, notamment en français sous le titre "L'islam au péril des femmes, Une Anglaise en Turquie au XVIIIe siècle".
Plusieurs auteurs ont émis l'hypothèse qu’elle était la rédactrice du texte féministe Woman Not Inferior to Man (1739). Celui-ci a probablement été traduit en français par Madeleine de Puisieux (voire par son mari, Philippe-Florent de Puisieux) sous le titre de La Femme n’est pas inférieure à l'homme (1750) puis Le Triomphe des dames (1751), et est considéré comme un prélude au A Vindication of the Rights of Woman de Mary Wollstonecraft.

### Essais
- (en-GB) George Paston, Lady Mary Wortley Montagu and Her Times (réimpr. 4 février 2010, éd. Nabu Press) (1re éd. 1907, éd. Putnam), 627 p. (ISBN 9781143707865, lire en ligne),
- (en-GB) Iris Barry, Portrait of Lady Mary Wortley Montagu, Londres, Ernest Benn Ltd, 1928, 320 p. (OCLC 758738955, lire en ligne),
- (en-GB) Joseph Walter Cover, The admirable Lady Mary; the life and times of Lady Mary Wortley Montagu, Londres, New York, Dent (Londres), Morrow (New York), 1949, 302 p. (lire en ligne),
- (en-GB) Robert Halsband, The Life of Lady Mary Wortley Montagu, Oxford, Oxford University Press, 1957, 372 p. (OCLC 1082940032, lire en ligne),
- (en-GB) Isobel Grundy, Lady Mary Wortley Montagu, Oxford University Press, USA, 1999, rééd. 24 mai 2001, 722 p. (ISBN 9780198187653, lire en ligne),

### Articles
- (en-GB) Robert Halsband, « New Light on Lady Mary Wortley Montagu's Contribution to Inoculation », Journal of the History of Medicine and Allied Sciences , Vol. 8, No. 4,‎ octobre 1953, p. 390-405 (16 pages) (lire en ligne),
- (en-GB) Robert Halsband, « Lady Mary Wortley Montagu as Letter-Writer », PMLA, Vol. 80, No. 3,‎ juin 1965, p. 155-163 (9 pages) (lire en ligne),
- (en-US) Elizabeth Warnock Fernea, « An Early Ethnographer of Middle Eastern Women: Lady Mary Wortley Montagu (1689-1762) », Journal of Near Eastern Studies, Vol. 40, No. 4,‎ octobre 1981, p. 329-338 (10 pages) (lire en ligne),
- (en-US) Srinivas Aravamudan, « Lady Mary Wortley Montagu in the Hammam: Masquerade, Womanliness, and Levantinization », ELH, Vol. 62, No. 1,‎ printemps 1995, p. 69-104 (36 pages) (lire en ligne),
- (en-US) Sandra Sherman, « Instructing the "Empire of Beauty": Lady Mary Worthy Montagu and the Politics of Female Rationality », South Atlantic Review, Vol. 60, No. 4,‎ novembre 1995, p. 1-26 (26 pages) (lire en ligne),
- (en-GB) Anna Secor, « Orientalism, gender and class in Lady Mary Wortley Montagu's "Turkish Embassy Letters: to persons of distinction, men of letters & c." », Ecumene, Vol. 6, No. 4,‎ octobre 1999, p. 375-398 (24 pages) (lire en ligne),
- (en-US) Alison Winch, « 'in plain English, stark naked': "Orlando", Lady Mary Wortley Montagu and Reclaiming Sapphic Connections », Critical Survey, Vol. 19, No. 1,‎ 2007, p. 51-61 (11 pages) (lire en ligne),
- (en-US) Denys van Renen, « Montagu's Letters from the Levant: Contesting the Borders of European Selfhood », Journal for Early Modern Cultural Studies, Vol. 11, No. 2,‎ 2011, p. 1-34 (34 pages) (lire en ligne ),
- (en-US) Helen Deutsch, « "This once was me": Lady Mary Wortley Montagu's Ecstatic Poetics », The Eighteenth Century, Vol. 53, No. 3,‎ 2012, p. 331-355 (25 pages) (lire en ligne),
- (en-US) Diana Barnes, « The Public Life of a Woman of Wit and Quality: Lady Mary Wortley Montagu and the Vogue for Smallpox Inoculation », Feminist Studies, Vol. 38, No. 2,‎ été 2012, p. 330-362 (33 pages) (lire en ligne),
- (en-US) Elizabeth Kelley Bowman, « The Poet as Translator: Mary Wortley Montagu Approaches the Turkish Lyric », Comparative Literature Studies, Vol. 50, No. 2,‎ 2013, p. 244-261 (18 pages) (lire en ligne),
- (en-US) Rae Ann Merriweather, « Transculturation and Politics in the Works of Lady Mary Wortley Montagu », Studies in English Literature, 1500-1900, Vol. 53, No. 3,‎ été 2013, p. 623-641 (19 pages) (lire en ligne),

## Représentations dans les arts
- Charles Jervas réalise le Portrait de Lady Mary Wortley Montagu en pied avec turban et babouches, après 1716 (National Gallery of Ireland) mais aussi un simple portrait (1717).
- Jean-Baptiste van Mour peint une grande composition représentant Lady Mary Wortley Montagu with her son, Edward Wortley Montagu, and attendants, en 1717 (National Portrait Gallery à Londres).
- Jonathan Richardson le Jeune, Portrait de Lady Mary Wortley Montagu, vers 1725.
- Jean-Étienne Liotard a fait un tableau de Lady Mary Wortley Montagu en robe turque, vers 1756 (Palais Łazienki, Varsovie).
- William Powell Frith, Pope makes love to Lady Mary Wortley Montagu, 1852 (Auckland Art Gallery).